# روش‌های کم‌تهاجمی جراحی
روش کم تهاجمی جراحی (نام علمی: Minimally invasive procedures) فناوری‌های نوین پزشکی را ممکن ساخته‌است. عمل جراحی به تعریف تهاجمی است و نیاز به برش با اندازه‌های مختلف دارد که به عنوان عمل جراحی باز شناخته می‌شود. برش جراحی باز می‌تواند زخم‌های بزرگ و گاه دردناکی ایجاد کند که نیاز مدت زمان طولانی برای التیام زخم نیاز باشد. جراحی‌های کم تهاجمی اشاره به تکنیک‌های جراحی دارد که برش کوچکتری برای انجام عمل مورد نیاز است و همچنین مدت زمان التیام زخم و خطر ابتلا به عفونت را کاهش می‌دهد. به عنوان نمونه ترمیم آنوریسم اندوواسکولار (Endovascular aneurysm repair) از جراحی‌های با حداقل تهاجم است که در آن مقدار برش کوچکتر از مقدار مورد نیاز برای جراحی باز قلب می‌باشد. این روش جراحی رایج‌ترین روش تعمیر آنوریسم آئورت شکمی در سال ۲۰۰۳ در ایالات متحده شد.